# Монастир Кадзю
Монасти́р Кадзю́ або Кадзю́-дзі́ (яп. 勧修寺, かじゅうじ, МФА: [kad͡ʑuː d͡ʑi]) — буддистський монастир в Японії.  Належить секті Сінґон-Ямасіна.  Головний монастир секти. Розташований за адресою: префектура Кіото, місто Кіото, район Ямасіна, мікрорайон Кандзюдзі, квартал Ніодо 27-6. Монастирський титул — гора Черепашачого панцира.  Заснований 900 року. Головною святинею монастиря є статуя тисячорукої Каннон. До цінних пам'яток належать монастирський кабінет (важлива культурна пам'ятка Японії), настінні розписи (важлива культурна пам'ятка Японії), тощо.

## Короткі відомості
З 905 року храм підпорядковувався державі. Впродовж усього періоду існування користувався опікою імператорської родини Японії і аристократичного роду Фудзівара. За цей час накопичив чималі багатства. У 1470 році згорів, але був відбудований у 17 столітті. Сьогодні у сховищах храму знаходиться чимало цінних рукописів і книг.  Частина будівель і скарбів храму зареєстровані як важливі культурні надбання Японії.